# Quattro giorni di Nimega
La Quattro giorni di Nimega (in olandese Internationale Vierdaagse Afstandsmarsen Nijmegen) è una corsa non competitiva che si tiene annualmente a Nimega, nei Paesi Bassi, a partire dal 1909 per promuovere lo sport e l'attività fisica.
Ogni anno essa registra una partecipazione massiccia di concorrenti, che ne fanno l'evento del genere più grande del mondo. Il periodo in cui si tiene la marcia è nella terza settimana di luglio.

## La manifestazione

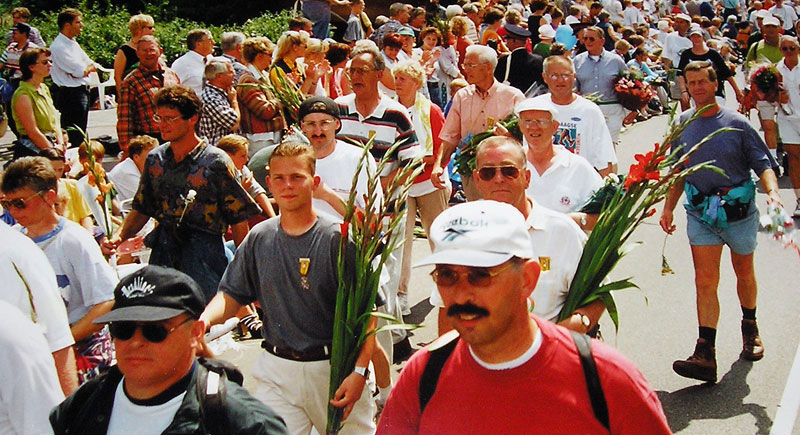
La partenza

I partecipanti sono divisi per categorie a seconda dell'età, del sesso e del fatto che siano civili o militari, e a seconda della categoria di appartenenza, compiono 30, 40 o 50 km al giorno per quattro giorni consecutivi. I gruppi militari possono scegliere se compiere il percorso più lungo senza carico, oppure uno più breve con lo zaino affardellato (10 kg). Trattandosi di una marcia non competitiva, non vengono redatte classifiche, ma viene solo assegnata una medaglia a chi completa il percorso entro il tempo massimo (tra le 9 e le 14 ore per tappa). Il percorso affrontato nelle quattro giornate, cominciando e finendo a Nimega, descrive una sorta di quadrifoglio col centro nella città.
La marcia costituisce un evento per la piccola cittadina di Nimega, ed è accompagnata da un'intera settimana di festival, che comincia il sabato prima della partenza e si conclude il venerdì, giorno dell'arrivo, attirando ogni anno circa un milione di persone. Gli ultimi chilometri del percorso sono fiancheggiati da tribune affollate di pubblico, ed i partecipanti che concludono la loro fatica sono accolti da manifestazioni di entusiasmo. Subito prima di questa parte del percorso "spettacolare" i gruppi militari dispongono di un terreno per cambiarsi, in modo che questo tratto viene percorso in uniforme da parata.

## Storia

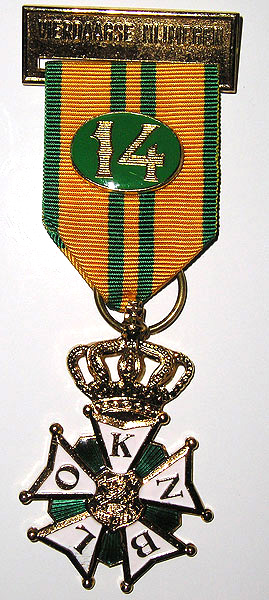
Medaglia d'oro

Alla prima edizione del 1909, concepita per mantenere in efficienza fisica i soldati dell'esercito olandese, presero parte circa 300 concorrenti, che presero il via da 13 località differenti. Ma già l'anno successivo venne deciso di far partire la marcia da un'unica località. La prima donna prese parte alla manifestazione nel 1911, ma non le venne dato il riconoscimento della medaglia, benché avesse portato a termine la marcia. I primi gruppi stranieri si iscrissero nel 1928 (oggi si contano più di 60 delegazioni civili e militari) Nel 1932 per la prima volta i civili partecipanti all'evento furono più dei militari. La maggiore popolarità della marcia si ebbe dopo la fine della seconda guerra mondiale. Nel 1954 vi parteciparono oltre 10 000 persone.
La manifestazione è continuata fino ad oggi con la sola interruzione dei periodi bellici. La novantesima edizione, del 2006, venne interrotta dopo la prima giornata per via di un'eccezionale ondata di caldo, con temperature superiori ai 35 °C, che provocò enormi disagi tra i concorrenti. 30 di essi dovettero essere ricoverati in ospedale, e si registrarono perfino due decessi (una delle vittime era un atleta collaudato, che partecipava per la 13ª volta). Nel complesso, le unità di pronto soccorso dovettero assistere circa 300 persone. Dei 44 000 partenti, un migliaio non arrivò a tagliare il traguardo. Dato il persistere di alte temperature nella giornata di mercoledì, venne deciso di interrompere la marcia. Un drappello di marciatori irriducibili si presentò ugualmente al via, ma la stragrande maggioranza dei camminatori presero la via di casa, e con essi la totalità dei circa 5 000 militari.